# Grand Prix Formule 1 van Canada 1986
De Grand Prix Formule 1 van Canada 1986 werd gehouden op 15 juni 1986 in Montreal.

## Uitslag
| Positie | Nummer | Rijder             | Team                   | Ronden | Tijd/Opgave            | Startplaats | Punten |
| ------- | ------ | ------------------ | ---------------------- | ------ | ---------------------- | ----------- | ------ |
| 1       | 5      | Nigel Mansell      | Williams-Honda         | 69     | 1:42:26.415            | 1           | 9      |
| 2       | 1      | Alain Prost        | McLaren-TAG            | 69     | + 20.659               | 4           | 6      |
| 3       | 6      | Nelson Piquet      | Williams-Honda         | 69     | + 36.262               | 3           | 4      |
| 4       | 2      | Keke Rosberg       | McLaren-TAG            | 69     | + 1:35.673             | 6           | 3      |
| 5       | 12     | Ayrton Senna       | Lotus-Renault          | 68     | + 1 Ronde              | 2           | 2      |
| 6       | 25     | René Arnoux        | Ligier-Renault         | 68     | + 1 Ronde              | 5           | 1      |
| 7       | 26     | Jacques Laffite    | Ligier-Renault         | 68     | + 1 Ronde              | 8           |        |
| 8       | 27     | Michele Alboreto   | Ferrari                | 68     | + 1 Ronde              | 11          |        |
| 9       | 3      | Martin Brundle     | Tyrrell-Renault        | 67     | + 2 Rondes             | 19          |        |
| 10      | 15     | Alan Jones         | Lola-Ford              | 66     | + 3 Rondes             | 13          |        |
| 11      | 4      | Philippe Streiff   | Tyrrell-Renault        | 65     | + 4 Rondes             | 17          |        |
| 12      | 29     | Huub Rothengatter  | Zakspeed               | 63     | + 6 Rondes             | 24          |        |
| DNF     | 7      | Riccardo Patrese   | Brabham-BMW            | 44     | Turbo                  | 9           |        |
| DNF     | 21     | Piercarlo Ghinzani | Osella-Alfa Romeo      | 43     | Versnellingsbak        | 23          |        |
| DNF     | 23     | Andrea de Cesaris  | Minardi-Motori Moderni | 40     | Versnellingsbak        | 21          |        |
| DNF     | 18     | Thierry Boutsen    | Arrows-BMW             | 38     | Elektrisch probleem    | 12          |        |
| DNF     | 20     | Gerhard Berger     | Benetton-BMW           | 34     | Turbo                  | 7           |        |
| DNF     | 28     | Stefan Johansson   | Ferrari                | 29     | Ongeluk                | 18          |        |
| DNF     | 11     | Johnny Dumfries    | Lotus-Renault          | 28     | Ongeluk                | 16          |        |
| DNF     | 14     | Jonathan Palmer    | Zakspeed               | 24     | Motor                  | 22          |        |
| DNF     | 8      | Derek Warwick      | Brabham-BMW            | 20     | Motor                  | 10          |        |
| DNF     | 24     | Alessandro Nannini | Minardi-Motori Moderni | 17     | Turbo                  | 20          |        |
| DNF     | 19     | Teo Fabi           | Benetton-BMW           | 13     | Batterij               | 15          |        |
| DNF     | 22     | Christian Danner   | Osella-Alfa Romeo      | 6      | Turbo                  | 25          |        |
| DNS     | 16     | Patrick Tambay     | Lola-Ford              | 0      | Ongeluk bij warming up | 14          |        |

## Statistieken
| Pole-position | Nigel Mansell | Williams-Honda   | 1:24.118 |
| Snelste ronde | Nelson Piquet | Williams-Renault | 1:21.916 |

1967 · 1968 · 1969 · 1970 · 1971 · 1972 · 1973 · 1974 · 1976 · 1977 · 1978 · 1979 · 1980 · 1981 · 1982 · 1983 · 1984 · 1985 · 1986 · 1988 · 1989 · 1990 · 1991 · 1992 · 1993 · 1994 · 1995 · 1996 · 1997 · 1998 · 1999 · 2000 · 2001 · 2002 · 2003 · 2004 · 2005 · 2006 · 2007 · 2008 · 2010 · 2011 · 2012 · 2013 · 2014 · 2015 · 2016 · 2017 · 2018 · 2019 · 2022 · 2023 · 2024 · 2025 · 2026 · 2027 · 2028 · 2029